# Torekovs landskommun
Torekovs landskommun var en tidigare kommun i dåvarande Kristianstads län.

## Administrativ historik
Kommunen bildades i Torekovs socken i Bjäre härad i Skåne när 1862 års kommunalförordningar trädde i kraft. 
I kommunen inrättades 31 december 1879 Torekovs municipalsamhälle, vilket upplöstes när kommunen upphörde 31 december 1951.
Vid kommunreformen 1952 uppgick kommunen i Västra Bjäre landskommun som 1971 uppgick i Båstads kommun.